# George E. Davis
George Edward Davis (1850-1906) es reconocido y galardonado como padre fundador de la disciplina Ingeniería Química.

## Biografía
Davis nació en cEton, Berkshire|Eton]] el 27 de julio de 1850, como el menor de los hijos de George Davis, vendedor de libros. A la edad de catorce años fue aprendiz de blibiotecario pero tras dos años volcó su interés en la química. Davis estudió en la Escuela Real de Minas en Londres (ahora parte de Imperial College London) y luego, se dedicó al trabajo del sector industrial cerca de Mánchester.
Antes de dedicarse a la etapa de consultoría, trabajó como inspector en la industria química. En 1872 trabajó en Lichfield Chemical Company, en Staffordshire. En su trabajo, es de destacar que en su trabajo liderizó la construcción de la chimenea más alta de Reino Unido, en aquel entonces. Trabajó en la legislación ambiental para reducir la cantidad de ácido clorhídrico venteado a la atmósfera, generado por los fabricantes de soda. También participó activamente en la formación de la Sociedad de Química Industrial, en 1881.
Tras sus trabajos en la industria, logró escribir uno de los libros más influyentes en la Ingeniería química, A Handbook of Chemical Engineering, libro que probablemente definió la disciplina en lo que es hoy en día.
Actualmente, la medalla George E. Davis Medal de La Sociedad de Ingeniería química, es otorgado en su honor.

## Algunas publicaciones
- — (1904). A Handbook Of Chemical Engineering, Volumes I and II (2nd Ed.). Manchester: Davis Bros.